# Liane (Vorname)
Liane ist ein weiblicher Vorname.

## Herkunft
Liane ist eine Kurzform des Namens Juliane.

## Varianten
- Lianna
- Liana
- Liliane

## Bekannte Namensträgerinnen
- Liane Augustin (1927–1978), österreichische Sängerin, Diseuse, Schauspielerin und Synchronsprecherin
- Liane Bahler (1982–2007), deutsche Profiradsportlerin
- Liane Bednarz (* 1974), deutsche Publizistin
- Liane G. Benning (* 1963), deutsche Geologin und Hochschullehrerin
- Liane Berkowitz (1923–1943), deutsche Widerstandskämpferin (Rote Kapelle)
- Liane von Billerbeck (* 1957), deutsche Journalistin, Autorin, Hörfunk- und Fernsehmoderatorin
- Liane Birnberg (* 1948), rumänisch-deutsche Malerin und Komponistin
- Liane Collot d’Herbois (1907–1999), englische Malerin, Lehrerin und Maltherapeutin
- Liane Dirks (* 1955), deutsche Schriftstellerin
- Liane von Droste (* 1959), deutsche Journalistin und Buchautorin
- Liane Forestieri (* 1975), deutsche Schauspielerin
- Liane Haid (1895–2000), österreichische Schauspielerin
- Liane Hielscher (1935–2000), deutsche Schauspielerin
- Liane Höbinger-Lehrer (1931–2010), österreichische Juristin und Politikerin
- Liane Jakob-Rost (* 1928), deutsche Altorientalistin
- Liane Jessen (* vor 1960), deutsche Fernsehredakteurin
- Liane Lippert (* 1998), deutsche Radrennfahrerin
- Liane Melzer (* 1952), deutsche Politikerin (SPD)
- Liane Rödel (1935–2002), deutsche Tischtennisspielerin
- Liane Rudolph (* 1952), deutsche Schauspielerin, Synchronsprecherin und Kabarettistin
- Liane Schumacher, ehemalige deutsche Fußballspielerin
- Liane Tooth (* 1962), australische Hockeyspielerin
- Liane Winter (1942–2021), deutsche Langstreckenläuferin
- Liane Zimbler (1892–1987), österreichisch-amerikanische Architektin und Innenarchitektin